# Права ЛГБТ в Швеции

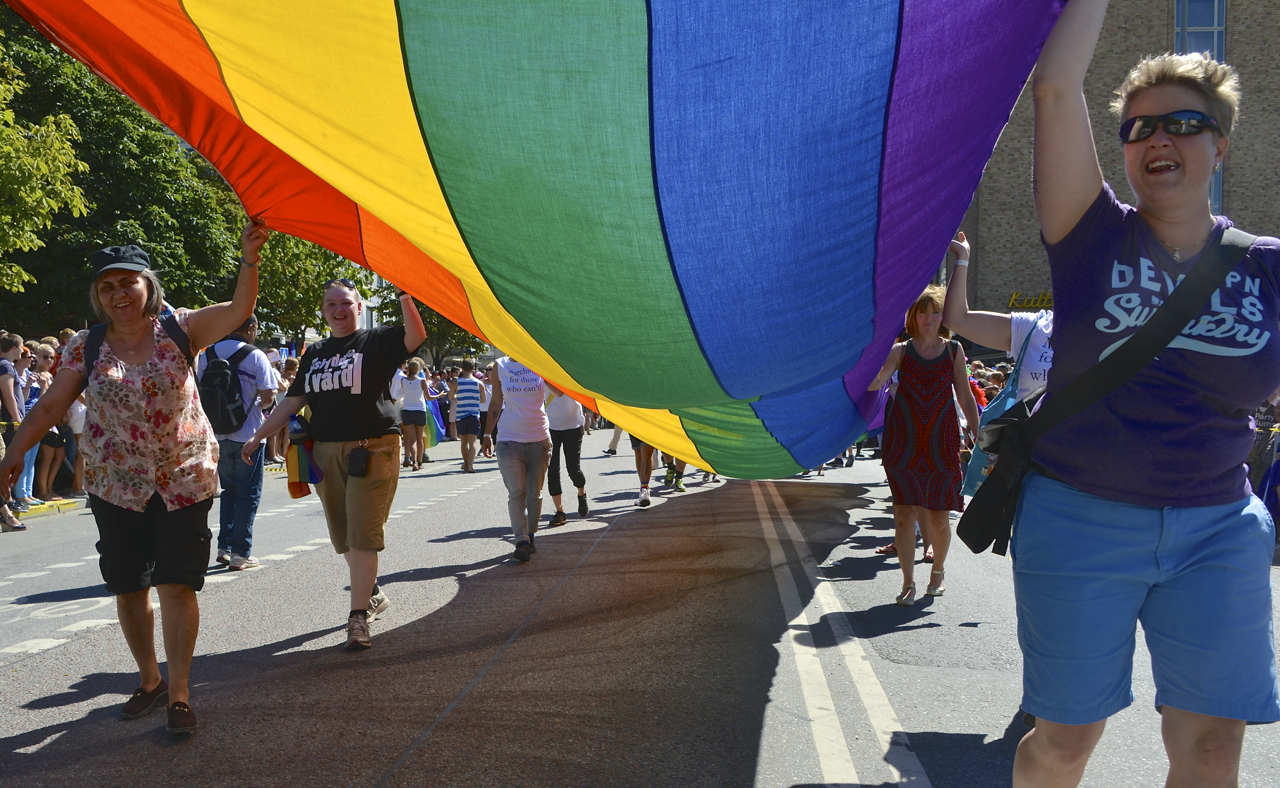
Стокгольмский прайд, 2013 год

Швецию называют флагманом глобальной борьбы по продвижению и защите прав человека, в том числе и прав ЛГБТ. Однако вопреки встречающемуся заблуждению, права ЛГБТ не всегда были среди государственных ценностей Швеции. До 1944 года сексуальные отношения между людьми одного пола трактовались как преступление, а гомосексуальность считалась психическим расстройством до 1979 года.
Нормы современной Швеции — результат непрекращающейся эволюции социальных институтов: государства, СМИ, церкви, школ и вузов, армии и полиции, общественных движений и объединений — ставящих на первое место соблюдение прав человека.

## Ключевые даты
Исторически в Швеции отношение к гомосексуальным практикам в юридической плоскости имело две особенности. Во-первых, до середины 19 века на законодательном уровне однополые сексуальные отношения были безусловно запрещены лишь с 1608 по 1734 год. В Кодексе 1734 года (Sveriges Rikes Lag, 1734) они уже не упоминаются. Считается, что законодатели не хотели распространять знания о гомосексуальных практиках, упоминая их в законах. Во-вторых, в таких законах использовалась гендерно-нейтральная лексика, а значит, женщин тоже можно было привлекать к ответственности, хотя делалось это гораздо реже, чем в случае с мужчинами.
1778 — король Густав III принимает решение лично утверждать каждый смертный приговор, вынесенный в Швеции. С тех пор здесь перестали казнить людей из-за их сексуальной ориентации.
1864 — новый Уголовный кодекс криминализирует «противоестественный блуд», не разъясняя, что именно имеется в виду.
1880 — шведский философ Понтус Викнер (Pontus Wikner) в Уппсале произносит речь «Жертвы культуры» — первое в Швеции публичное заявление о принятии разных проявлений сексуальности. Автобиографическая «Психологическая исповедь» (Psykologiska självbekännelser) Викнера, где он размышляет о гомосексуальной идентичности и каминг-ауте, была опубликована согласно его завещанию лишь после смерти его жены и детей, в 1971 году.
1919 — шведский врач и педагог Антон Нюстрём (Anton Nyström) в своей работе «О гомосексуальности в контексте науки и закона» (Om homosexualiteten inför vetenskapen och lagen) призывает к декриминализации гомосексуальных отношений. Он заявляет, что гомосексуальность — это не болезнь, а врожденная черта.
1933 — основана Шведская ассоциация сексуального образования (RFSU Архивная копия от 27 января 2019 на Wayback Machine). Декриминализация гомосексуальных отношений — была одним из их основных политических требований.
1944 — легализованы сексуальные отношения между людьми одного пола.
1969 — начинает издаваться первый журнал на гомосексуальную тематику «Викинг» (Viking). В 1971 году его переименовали на «Восстание против сексуальных предубеждений» (Revolt mot sexuella fördomar).
1971 — первая уличная демонстрация ЛГБТ в Эребру.
1972 — Швеция — первой в мире — на уровне законодательства разрешает коррекцию пола.
1979 — Национальный совет по здравоохранению Швеции исключает гомосексуальность из списка психических расстройств.
1987 — вступает в силу запрет на дискриминацию лиц с гомосексуальной ориентацией государственными и бизнес-структурами.
1988 — однополые союзы включены в закон о сожительстве.
1995 — принят закон о зарегистрированном партнерстве. Участники таких союзов за небольшим исключением пользовались всеми правами, что и супруги в браке.
1998 — стокгольмский Европрайд, прошедший в столице государства.
1999 — вводится должность омбудсмена по борьбе с дискриминацией по признаку сексуальной ориентации.
2003 — внесена поправка к конституции, запрещающая разжигание ненависти на основе сексуальной ориентации.
2003 — однополые пары получают право усыновления.
2005 — лесбийские пары получают право на искусственное оплодотворение.
2009 — право на трансгендерную идентичность включено в закон о борьбе с дискриминацией.
2009 — принят закон о браке, нейтральный в отношении пола супругов.
2011 — пункт о запрете дискриминации по признаку сексуальной ориентации включен в конституцию.
2013 — отменена обязательная стерилизация, ранее требовавшаяся по закону о коррекции пола.

## Права ЛГБТ в современной Швеции

### Отношение к однополому сексу
В Швеции гомосексуальные отношения были декриминализированы в 1944 году. С 1972 года установлен одинаковый возраст сексуального согласия для гетеро- и гомосексуальных пар — 15 лет. В 1979 году гомосексуальность исключена из реестра болезней Национального совета по здравоохранению, где ранее она описывалась как психическое расстройство.

### Коррекция пола и смена гендерного маркера
Швеция стала первой в мире страной, включившей коррекцию пола в перечень государственных медицинских процедур. Закон 1972 года «Об установлении половой принадлежности в некоторых случаях» (Lag (1972:119) om fastställande av könstillhörighet i vissa fall) выдвигал ряд достаточно жестких требований. Чтобы совершить коррекцию пола и изменить гендерный маркер, необходимо было быть совершеннолетним гражданином Швеции, не состоять в браке (при необходимости развестись), а также пройти стерилизацию.
Начиная с 2013 года условия значительно смягчились. Была отменена обязательная стерилизация, а также требования развестись и быть гражданином Швеции. Сейчас трансгендерные люди, которые хотят пройти коррекцию пола и сменить гендерный маркер, отправляют заявку в Национальный совет по здравоохранению, где их случай тщательно изучается и принимается решение о хирургической коррекции. Далее изменение гендерного маркера фиксируется в официальных реестрах, человек получает новые документы.
В 2017 году трансгендерность изъяли из официального реестра болезней. А в 2018 году власти начали выплачивать компенсации трансгендерным людям, которые подверглись стерилизации в период с 1972 по 2013 годы (это касается приблизительно 700 человек). Сумма компенсации составляла 225 тысяч шведских крон.
Также шведское правительство в 2014—2018 годах разрабатывало более либеральные правила коррекции пола и смены гендерного маркера. Предлагалось в частности, значительно упростить процедуру смены гендерного маркера в документах. Для этого не нужно было бы подтверждать медицинский диагноз, а лишь подать соответствующее заявление. На период выборов 2018 года и создания коалиции процесс приостановился.
После отмены принудительной стерилизации количество заявлений о коррекции пола возросло. В 2015 году в Национальный совет по здравоохранению было подано 207 соответствующих заявлений, в 2016 году — 289. Для сравнения, в 2012 и 2013 годах, до вступления в силу поправок к законодательству, такий заявлений было всего 107 (за два года).
В мае 2021 года 943 представителя Шведской церкви подписали открытое письмо, в котором выступили в поддержку трансгендерных людей и против ненависти к ним и дискриминации ЛГБТ. Также церковь осудила «исключающий транс-людей феминизм».

### Регистрация брака
В 1995 году в Швеции однополые пары получили право регистрировать партнерства. Участники таких союзов за небольшим исключением пользовались всеми правами, что и супруги в браке.
1 мая 2009 года вступил в силу гендерно-нейтральный закон о браке. Теперь однополые пары могли вступить в брак по тому же закону, что и разнополые пары. Таким образом Швеция полностью признала однополые браки.
В том же году Шведская церковь одной из первых мире разрешила проводить церемонии венчания однополых пар. У каждого священника при этом остается личное право отказаться от проведения церемонии. Как правило, верующие партнеры одного пола выбирают хорошо знакомого священника, службы которого или которой они посещают. Если такого служителя церкви нет, приход обязан найти священника, который проведет венчание.
Количество людей, пребывающих в однополом браке, относительно стабильно и составляет около 0,1 % от всего населения. И цифра желающих зарегистрировать свои отношения год от года практически неизменна. В 2009 году, когда закон лишь вступил в силу, в однополый брак вступили 1547 человек. В 2017 году — 1354. (Статистика не учитывает партнеров, зарегистрированных в других странах, поэтому количество новобрачных может быть неточным).
Согласно официальной статистике в конце 2017 года в зарегистрированном однополом браке состояли 12 158 жителей Швеции (из них 56 % женщины, 44 % — мужчины).

### Усыновление и искусственное оплодотворение
Начиная с 2003 года, однополые пары, пребывающие в зарегистрированном партнерстве или браке, как и любая другая семья, получили право усыновлять/удочерять детей. С 2005 года лесбийские пары также получали право на искусственное оплодотворение.
Количество детей, рожденных в лесбийских семьях соотносится с количеством детей, рожденных у гетеросексуальных пар. Так, к примеру, у половины лесбийских семей, зарегистрированных в 2008 году, на протяжении первых пяти лет родился ребенок. В 7 % таких семей обе женщины родили по ребенку.
В свою очередь, уровень усыновлений и удочерений однополыми парами в 2017 году составил 14 % от всех усыновлений и удочерений в стране (161 ребенок из 1 148). 141 ребенок был усыновлен лесбийскими семьями и лишь 20 — гомосексуалами. Согласно статистике в подавляющем большинстве случаев это биологические дети одного из партнёров.
В Швеции практически отсутствует внутригосударственное усыновление и удочерение. Гетеросексуальным, как и однополым семьям, приходится прибегать к международному усыновлению. Однако большинство стран-доноров (исключение составляют, к примеру, Колумбия и ЮАР) отказывают однополым парам. Несмотря на то, что в Швеции это разрешено уже более 15 лет, первое международное усыновление гей-парой произошло лишь в 2017 году.

### Защита от дискриминации
На законодательном уровне в Швеции дискриминация по признаку сексуальной ориентации запрещена с 1987 года, а дискриминация трансгендерных людей — с 2009. В 2011 году пункт о запрете дискриминации по признаку сексуальной ориентации включен в конституцию.
В это же время продолжается работа над законодательством, направленном на борьбу против преступлений на почве ненависти. В 2003 году вступила в силу поправка к конституции, запрещающая разжигание ненависти на почве сексуальной ориентации. В 2018 году шведские парламентарии приняли поправки, направленные на защиту трансгендерных людей от языка вражды и преступлений на почве ненависти.
Важной частью антидискриминационной политики в Швеции является институт омбудсмена. Так, в 1999 году вводится должность омбудсмена по борьбе с дискриминацией по признаку сексуальной ориентации (Ombudsmannen mot diskriminering på grund av sexuell läggning, или HomO). На протяжении десяти лет, до 2009 года, её занимал Ханс Иттерберг (Hans Ytterberg). Омбудсман не только следил за исполнением антидискриминационного законодательства, а также оказывал поддержку в судовых спорах, влиял на общественное мнение и предлагал рекомендации для новых законов, касающихся ЛГБТ-людей. В 2009 году должности омбудсменов по борьбе с разными типами дискриминации были объединены в одну — омбудсмена по вопросам равенства (Diskrimineringsombudsmannen, или DO) , опирающегося в своей работе на новый Закон о борьбе с дискриминацией, принятый в тот же период (Lag 2008:567). С 2011 года омбудсменом по вопросам равенства является Агнета Бруберг (Agneta Broberg).

### Служба в армии
В Швеции ЛГБТ-людям никогда открыто не запрещалось служить в армии. Однако еще с 1969 года в военно-медицинском регламенте, по которому оценивали призывников, существовала графа «сексуальные аномалии» как эвфемизм, обозначающий гомосексуальность. В те времена считалось, что гомосексуалы несут угрозу национальной безопасности, так как они легко могут стать объектами шантажа со стороны противника, а также поддаваться преследованиям и физическому воздействию со стороны своих же собратьев по оружию. Тех, у кого диагностировали «сексуальные аномалии», чаще всего переводили в гражданские подразделения или увольняли со службы.
В 80-х годах графу «сексуальные аномалии» резко критиковали активисты, она то исчезала, то опять появлялась в регламенте, пока в 1989 году ее окончательно из него не исключили.
Изменение общественных настроений относительно ЛГБТ-людей и усиление антидискриминационного законодательства коснулось и армии. В 2001 году учреждается Hof — союз гомо-, бисексуалов и трансгендерных людей в вооруженных силах. В 2005 году солдаты впервые официально принимают участие в Стокгольмском прайде, а в 2014 году к колонне присоединяются министр обороны и главнокомандующий.
В 2009 году, после принятия антидискриминационного закона, вооруженные силы пересмотрели свою политику равенства, включив туда противодействие дискриминации на почве сексуальной ориентации и трансгендерной идентичности наравне с другими видами дискриминации (из-за возраста, пола, этнической принадлежности, религиозных убеждений и т. п.). Цель — устранение структурных и организационных препятствий на пути создания равных возможностей.
Сейчас в вооруженных силах Швеции многообразие рассматривается как «источник силы». Об этом речь идет и в масштабной промокампании 2015 года. Так, на одном из постеров, выпущенном в рамках этой кампании, изображена девушка-солдат в камуфляже и на камуфляжном фоне. Единственной выделяющейся деталью является радужная нашивка на ее рукаве. Подпись: «Некоторые вещи не нужно скрывать».

### Донорство крови
На Западе, начиная с 80-х годов 20 века, для предотвращения распространения ВИЧ мужчинам, практикующим секс с мужчинами, (МСМ) запрещалось сдавать кровь. На данный момент в Швеции МСМ могут сдавать кровь лишь в том случае, если они воздерживались от любых половых контактов с мужчинами на протяжении года. Национальный совет по здравоохранению Швеции объясняет такое ограничение статистическими данными о распространении заболеваний, передающихся через кровь и половые контакты, таких как ВИЧ, гепатиты В и С, сифилис. Утверждается, что у МСМ риск столкнуться с ВИЧ в 50 раз больше, чем у мужчин вне других групп риска, практикующих секс лишь с женщинами.
Для женщин, практикующих секс с женщинами, нет подобных ограничений, так как согласно Национальному совету по здравоохранению, уровень распространений инфекций среди этой группы населения низкий.

### Предоставление убежища
Гомосексуальность в современном мире до сих пор находится вне закона примерно в 80 странах. Люди, у которых есть основания опасаться преследований из-за своей сексуальной ориентации или сексуальной идентичности, могут просить убежища в Швеции.
В этом вопросе Шведская миграционная служба руководствуется рамочным законом «Об иммиграции» (Utlänningslag (2005:716), дающим определение соискателя убежища, а также законом «О приеме просителей убежища и др.» (Lag (1994:137) om mottagande av asylsökande m.fl.). Она рассматривает каждый случай индивидуально, проводит интервью с соискателями и решает вопрос о предоставлении убежища, основываясь на том, кто подает прошение и почему он/она опасается преследований.

## Продвижение прав

### RFSL — «Шведская федерация за ЛГБТК+ равенство»
Одна из ведущих профильных правозащитных общественных организаций «Шведская федерация за ЛГБТК+ равенство» (RFSL, Riksförbundet för sexuellt likaberättigande) была основана в 1950 году как филиал датской организации — «Лига 1948» (Förbundet af 1948). Одним из основателей федерации был Аллан Хелльман (Allan Hellman), открыто заявивший о своей гомосексуальности. В начале 50-х годов газета Se объявила его «самым смелым человеком в Швеции».
В 1952 году эта организация становится самостоятельной и начинает называться так, как и сейчас — RFSL. Её цель — добиться, чтобы у ЛГБТК+ людей были такие же права, возможности и обязанности, как и у всех членов общества.
Сейчас это крупнейшая организация, насчитывающая около 7 тысяч членов и 38 филиалов по всей Швеции, ведущая свою деятельность на местном, национальном и международном уровне. В фокусе RFSL — поддержка жертв преступлений, просветительские кампании, помощь переехавшим в Швецию представителям ЛГБТ-сообщества, вопросы здравоохранения и борьбы с ВИЧ, а также лоббирование интересов ЛГБТ в политике. На международном уровне RFSL тесно сотрудничает с профильными организациями в ЮАР и Индонезии, а кроме этого работает вместе с «Восточно-Европейской Коалицией за ЛГБТ+ равенство» для улучшения качества жизни ЛГБТК+ людей в этом регионе.
В стране также работает множество других ЛГБТ-организаций, которые проводят информационные и образовательные кампании. Они формируются, например, по региональному, возрастному, этническому или политическому принципу: свои ЛГБТ-объединения есть у большинства парламентских партий. Распространены и профессиональные объединения — такие, как, например, Ассоциация шведских полицейских-геев.

### Прайды
Первая в Швеции уличная демонстрация ЛГБТ сообщества прошла в Эребру 15 мая 1971 года. В ней приняло участие 15 участвующих. Через неделю подобная демонстрация прошла в Уппсале в рамках национальной конференции RFSL. На нее вышло 30 участников.
Первая в Швеции уличная акция в память о Стоунволлском восстании, прошедшая в Стокгольме 27 июня 1971 года, по мнению его организаторов, провалилась. Так описывали эти события в гей-журнале Revolt: «В последнее воскресенье июня 16 отважных приняли участие в первой в Стокгольме демонстрации гомосексуалов». Автор репортажа сетует на малочисленность акции, объясняя это низкой активностью местных групп RFSL, а также тем, что мероприятие совпало с одним из самых главных шведских праздников Мидсоммар — днём летнего солнцестояния.
После такого провала уличные ЛГБТ-демонстрации не проводились вплоть до 1977 года, когда 3 сентября на акцию «День гомосексуального освобождения» (Homosexuella frigörelsedagen) вышло 300—400 демонстрантов. С тех пор такие демонстрации стали ежегодными, а когда в 1998 году в Стокгольме прошел Европрайд, ежегодный гей-парад переименовали в Стокгольмский прайд.
Стокгольмский прайд — один из самых многолюдных прайдов в Европе. Например, в 2016 году в нём приняло участие около 45 тысяч демонстрантов, а приветствовать их вышло около полумиллиона зрителей. В прайде принимают участие представители почти всех парламентских партий, часто включая премьер-министра и всегда — членов правительства. Вне зависимости от ориентации, как самые обычные граждане они приходят на прайд, чтобы поддержать своих ЛГБТ-друзей, коллег, родственников.
Следует отметить, что в других крупных городах Швеции, как Гётеборг и Мальме, также проходят прайды и ЛГБТ-фестивали. В 2016 году подобные шествия состоялись в 50 городах.

## Проблемы
Проблемы, с которыми сталкиваются ЛГБТ в Швеции, не являются сугубо шведскими, а скорее универсальными. Так, например, согласно некоторым исследованиям, проведенным в Швеции, риск суицидального поведения в гомосексуальных партнерствах выше, чем в гетеросексуальных. В свою очередь, правительство, будучи всерьез озабочено этой тенденцией, обязало Национальный совет по здравоохранению Швеции тщательно изучить вопрос, а также направить средства на соответствующую подготовку медицинского персонала. В свою очередь, согласно исследованию шведских и датских ученных количество самоубийств среди гомосексуальных женщин и мужчин в этих странах снизилось на 46 %, после того, как в Швеции и Дании легализировали однополые браки.
Еще одна проблема: представители ЛГБТ сообщества подвергаются преступлениям на почве ненависти. В современной Швеции гомофобия является вторым самым распространенным мотивом таких преступлений, уступая лишь ксенофобии. И хоть в абсолютных показателях количество преступлений на почве гомофобии снижается, в процентном соотношении оно остается стабильным. Например, в 2013 году полиция зарегистрировала 50 преступлений на почве трансфобии и 625 — из-за предубеждений к сексуальной ориентации. Большая часть этих преступлений включала в себя угрозы или угрожающее поведение (49 %).
В свою очередь, правительство продолжает искать пути эффективной защиты уязвимых социальных групп от преступлений на почве ненависти. Более тщательная подготовка личного состава правоохранительных органов в части распознавания таких преступлений, а также программы поддержки жертв свидетельствует о том, что власти борются с замалчиванием преступлений на почве гомо- и трансфобии, а также виктимизацией их жертв.
Другая составляющая часть борьбы с преступлениями на почве ненависти — распространение правдивой информации об ЛГБТ-людях и разрушение стереотипов, которые коренятся в незнании. Так, шведским школьникам рассказывают о существовании людей разных ориентаций. Вероятности, что это каким-либо образом изменит их собственную сексуальную ориентацию, не существует — как не существует никаких научных доказательств тому, что человека можно подтолкнуть к выбору ориентации.
О том, что Швеция последовательно решает проблемы и защищает права ЛГБТ-сообщества, свидетельствует выполнение государством условий Универсального периодического обзора — механизма мониторинга защиты прав человека странами-членами ООН. Первый этап мониторинга Швеция прошла в мае 2010 года. По его итогам было получено три рекомендации касательно соблюдения прав ЛГБТ, в частности: внести поправки в конституцию о запрете дискриминации по признаку сексуальной ориентации, продолжать бороться за права меньшинств на международной арене, делиться своим опытом с государствами и профильными международными организациями. Были приняты соответствующие меры. Во время второго этапа мониторинга в январе 2015 года страна уже не получала замечаний по этому вопросу. Более того, в обзоре её называли флагманом глобальной борьбы по продвижению и защите прав человека.

## Рейтинги
В рейтинге Европейского филиала Международной ассоциации лесбиянок, геев, бисексуалов, трансгендеров и интерсекс людей Rainbow Europe 2020 («Радужная Европа»), оценивающим законодательство и проводимую политику в отношении прав ЛГБТ-людей, Швеция занимает 10 место из 49 стран Европы. В 2019—2018 годах она также занимала 10 место.
В рейтинге самых дружественных по отношению к ЛГБТ туристических направлений Gay Travel Index 2020 Швеция разделила первое место с Канадой и Мальтой. Стокгольм занимает 30 место в мире среди дружественных по отношению к ЛГБТ городов.